# キスから始めましょう
『キスから始めましょう』（キスからはじめましょう）はフジコーズの楽曲。作詞は秋元康、作曲は宅見将典が担当した。2024年10月30日にフジコーズの2ndシングルとしてポニーキャニオンより発売された。楽曲のセンターポジションは沖玲萌と小杉怜子が務めた。

## 背景とリリース
2024年7月27日（26日深夜）放送の「オールナイトフジコ」のエンディングにてフジコーズのレーベル担当者から10月16日にフジコーズ2ndシングル「キスから始めましょう」が発売されることが発表された。
これに先立ち、同年8月2日と3日に開催された「TOKYO IDOL FESTIVAL 2024」で同曲が初披露されたほか、8月14日からは各種音楽配信サービスにて先行配信された。
楽曲はダンスフロアから始まった大人な恋を描いたラブソングとなっている。

## チャート成績
2024年11月11日付けのオリコン週間シングルランキングで初登場5位を記録した。

## アルバム収録トラック
出典
| 全作詞: 秋元康。 |                                         |           |            |            |      |
| #                | タイトル                                | 作詞      | 作曲・編曲 | 作曲・編曲 | 時間 |
| 1.               | 「キスから始めましょう」                | 秋元康    | 宅見将典   | 宅見将典   | 3:47 |
| 2.               | 「僕たちのforgive」                     | 秋元康    | 金崎真士   | 金崎真士   | 4:12 |
| 3.               | 「We'reフジコーズ」                     | 秋元康    | Kuboty     | Kuboty     | 3:11 |
| 4.               | 「キスから始めましょう（Instruments）」 | 秋元康    |            |            | 3:47 |
| 5.               | 「僕たちのforgive（Instruments）」      | 秋元康    |            |            | 4:12 |
| 6.               | 「We'reフジコーズ（Instruments）」      | 秋元康    |            |            | 3:11 |
| 合計時間:        | 合計時間:                               | 合計時間: | 22:20      |            |      |

| #  | タイトル                   | 作詞 | 作曲・編曲 |
| -- | -------------------------- | ---- | ---------- |
| 1. | 「フジコの夏休み-キス編-」 |      |            |

| 全作詞: 秋元康。 |                                         |           |                              |                              |      |
| #                | タイトル                                | 作詞      | 作曲・編曲                   | 作曲・編曲                   | 時間 |
| 1.               | 「キスから始めましょう」                | 秋元康    | 宅見将典                     | 宅見将典                     | 3:47 |
| 2.               | 「僕たちのforgive」                     | 秋元康    | 金崎真士                     | 金崎真士                     | 4:12 |
| 3.               | 「渋谷センター街」                      | 秋元康    | 江里口彩子・小田切マーク洋平 | 小田切マーク洋平・江里口彩子 | 3:10 |
| 4.               | 「キスから始めましょう（Instruments）」 | 秋元康    |                              |                              | 3:47 |
| 5.               | 「僕たちのforgive（Instruments）」      | 秋元康    |                              |                              | 4:12 |
| 6.               | 「渋谷センター街（Instruments）」       | 秋元康    |                              |                              | 3:10 |
| 合計時間:        | 合計時間:                               | 合計時間: | 22:18                        |                              |      |

| #  | タイトル                   | 作詞 | 作曲・編曲 |
| -- | -------------------------- | ---- | ---------- |
| 1. | 「フジコの夏休み-ハグ編-」 |      |            |

| 全作詞: 秋元康。 |                                         |           |            |            |      |
| #                | タイトル                                | 作詞      | 作曲・編曲 | 作曲・編曲 | 時間 |
| 1.               | 「キスから始めましょう」                | 秋元康    | 宅見将典   | 宅見将典   | 3:47 |
| 2.               | 「僕たちのforgive」                     | 秋元康    | 金崎真士   | 金崎真士   | 4:12 |
| 3.               | 「キスから始めましょう（Instruments）」 | 秋元康    |            |            | 3:47 |
| 4.               | 「僕たちのforgive（Instruments）」      | 秋元康    |            |            | 4:12 |
| 合計時間:        | 合計時間:                               | 合計時間: | 15:58      |            |      |

## 選抜メンバー
- 今井陽菜
- 上杉真央
- 沖玲萌
- 小杉怜子
- 鈴木心緒
- 髙村栞里
- 入山七菜
- 久木田帆乃夏
- 坂本結菜
- 上西萌々
- 多田七帆
- 山下未愛